# The Contract (canción)
«The Contract» es una canción del grupo estadounidense Twenty One Pilots, publicada el 12 de junio de 2025 mediante el sello Fueled by Ramen como el primer sencillo del su próximo álbum Breach. Fue escrita por el líder Tyler Joseph, el colaborador frecuente Paul Meany, Yungblud y Matt Schwartz, y producida por los dos primeros.

## Antecedentes
Twenty One Pilots lanzó su séptimo álbum Clancy el 24 de mayo de 2024. Este álbum visual pretendía ser la conclusión de la serie conceptual de una década del dúo, que comenzó con Blurryface (2015), pero su tema de cierre, "Paladin Strait", terminó en suspenso. Durante las fechas de mayo de 2025 de la gira mundial de Clancy, la banda compartió una serie de pistas crípticas y sorpresas ocultas en sus redes sociales que insinuaban una continuación de la serie.
El 21 de mayo de 2025, el dúo anunció su octavo álbum de estudio Breach, que se lanzaría en septiembre de ese año. Junto con el anuncio del álbum, revelaron el título del sencillo principal, "The Contract", y su fecha de lanzamiento, el 12 de junio.

## Recepción
Mix Vale elogió "The Contract" como una canción "expansiva" y una "declaración de intenciones" para la siguiente etapa de Twenty One Pilots. Kory Grow de Rolling Stone, elogió la producción ecléctica de la canción, describiéndola como un "asalto sensorial total". En una reseña menos positiva, Paolo Ragusa de Consequence, elogió la dedicación de la banda a su narrativa de una década y la comparó con el álbum Meteora de Linkin Park, citando un "giro nu metal". Sin embargo, finalmente consideró que "The Contract" era "francamente atroz".

## Video musical
El video musical de "The Contract" fue dirigido por Frédéric De Pontcharra y se lanzó el mismo día que el sencillo. El video continúa inmediatamente después del final de "Paladin Strait" y muestra al dúo actuando de forma errática rodeado de criaturas con ojos rojos brillantes. El video concluye con el baterista Josh Dun entregándole un uniforme al líder Tyler Joseph, una imagen similar a la de la portada del álbum de Breach.

## Posicionamiento en lista
| Lista (2025)                                  | Mejor posición |
| --------------------------------------------- | -------------- |
| Costa Rica Anglo Airplay (Monitor Latino)     | 14             |
| Global 200 (Billboard)                        | 131            |
| Estados Unidos (Bubbling Under Hot 100)       | 4              |
| Estados Unidos (Hot Rock & Alternative Songs) | 15             |
| Estados Unidos (Rock Airplay)                 | 8              |
| Guatemala Anglo (Monitor Latino)              | 10             |
| Guatemala Anglo Airplay (Monitor Latino)      | 16             |
| Ireland (IRMA)                                | 51             |
| New Zealand Hot Singles (RMNZ)                | 3              |
| Reino Unido (UK Singles Chart)                | 33             |